# Bębnikąt (powiat kołobrzeski)
Bębnikąt (dawniej Kiełpiński Młyn, niem. Kölpiner Mühle) – osada w Polsce położona w województwie zachodniopomorskim, w powiecie kołobrzeskim, w gminie Rymań. Przysiółek wchodzi w skład sołectwa Starnin.
Według danych z 4 września 2013 r. Bębnikąt miał 3 mieszkańców.
Pierwsza nazwa osady (Mühle) pojawiła się w dokumentach z 1819 r. - prawdopodobnie istniał tu młyn, umiejscowiony na rzece Mołstowej. Do 1945 roku wchodziła ona w skład Niemiec, gdzie należała do gminy (Gemainde - odpowiednik polskiego sołectwa) Kiełpino. W latach 1950–1998 miejscowość administracyjnie należała do województwa koszalińskiego.